# Richard I van Bourgondië
Richard I van Bourgondië of Richard Justiciarius (de Rechtsbrenger) (ca. 855 – Auxerre, 1 september 921), was vanaf 880 graaf van Autun en de grondlegger van het hertogdom Bourgondië (918-921).
Richard maakte in zijn jonge jaren carrière, tezamen met zijn broer Boso van Provence en met zijn zuster Richildis, de minnares en daarna tweede vrouw van Karel de Kale, koning van West-Francië. Boso en Richard volgden Karel in 875 naar Italië. In 877 volgde hij Boso op als stadhouder van Italië. Na het overlijden van Karel maakte Boso gebruik van de situatie om zichzelf uit te roepen tot koning van Provence. Richard steunde echter Karels opvolgers en werd zo een directe tegenstander van zijn broer.

In 879 veroverde Richard Autun op zijn broer in dienst van de koning Carloman van Frankrijk en het jaar daarna werd hij benoemd tot graaf van Autun en lekenabt van St.-Symphorien. Vervolgens versloeg hij zijn broer aan de Saône, veroverde Mâcon en Lyon en belegerde Vienne. Dit beleg werd opgebroken om politieke redenen maar in 882 was Richard terug en veroverde Vienne, en nam zijn schoonzuster Ermengarde met haar kinderen gevangen. Daarna moest Boso zich onderwerpen aan de toenmalige koning Karel de Dikke.
Eerst steunde Richard Karel de Dikke nog tegen Odo I van Frankrijk en Arnulf van Karinthië. Na het afzetten van Karel de Dikke steunde Richard in 888 Rudolf I van Bourgondië om koning te worden van Bourgondië. Richard trouwde datzelfde jaar met Adelheid, Rudolfs zuster, en werd daarmee graaf van Auxerre. Ook versloeg hij nog in 888 de Vikingen die na het beleg van Parijs naar Bourgondië waren getrokken. Hij steunde de opvolging van zijn neef Lodewijk als koning van Provence.
In 895 veroverde Richard het graafschap Sens en werd daar lekenabt van Sainte-Colombe in Saint-Denis-lès-Sens. In 901 werd hij als eerste raadsman van de koning (Karel III) betiteld en in 911 was hij een van de aanvoerders die de Vikingen versloegen die Chartres belegerden. In de loop der jaren verwierf hij de graafschappen Chalon-sur-Saône, Nevers en Troyes, en werd lekenabt van Saint-Germain te Auxerre. Daarnaast controleerde hij de bisdommen Autun, Langres en Troyes. In 918 werd hij de eerste Hertog van Bourgondië.
Richards bijnaam de "Rechtsbrenger" verdiende hij doordat hij rust en vrede wist te brengen in Bourgondië en door zijn successen tegen de Vikingen. Volgens de overlevering vermaande een bisschop hem op zijn sterfbed om vergeving te vragen voor al het bloed dat hij had vergoten maar hij antwoordde: “Als ik een schurk heb gedood, dan heb ik daarmee eerlijke mensen het leven gered, want daardoor hebben zijn trawanten afgezien van ergere misdaden.”.
Richard was in 888 gehuwd met Adelheid, dochter van Koenraad II van Auxerre en Waldrada. Zij kregen de volgende kinderen:
- Rudolf, koning van West-Francië (-936)
- Irmgard, gehuwd met graaf Giselbert van Chalon, later hertog van Bourgondië (-956)
- Hugo de Zwarte, hertog van Bourgondië (-952)
- Boso, graaf van Provence (-935)
- Adelheid, gehuwd met graaf Reinier II van Henegouwen (-932)

Adelheid trad na de dood van haar man in een klooster en schonk in 829 het klooster van Roman-Moutier aan de abdij van Cluny.
Vermoedelijk had Richard ook nog een zoon Gebuin bij een onbekende minnares. Zijn nakomelingen waren graaf van Dijon.